# Агия Маринуда
Агѝя Марину̀да (на гръцки: Αγία Μαρινούδα) е село в Кипър, окръг Пафос. Според статистическата служба на Република Кипър през 2001 г. селото има 220 жители.
Намира се на 7 км източно от град Пафос.